# トゥック・トレイ
トゥック・トレイ（クメール語: ទឹកត្រី, tuk trey）は、カンボジアの魚醤である。クメール語でtukは水、treyは魚であり、「魚の水」という意味がある。なお、日本語ではタク・トレイと表記される場合もある。

## 概要
トゥック・トレイは、魚を原料とする塩辛のプラホックを生産した際に副産物として得られるが、トゥック・トレイだけを生産する工場もある。カンボジア料理の多くはプラホックとトゥック・トレイに互換性があるため、好みによって調味に使い分けられる。プラホックとともに、カンボジア人にとって必需品と呼べる調味料である。
なお、20世紀前半まではカンボジア国内に魚醤の工場はなく、フーコック島で作られたヌクマムを輸入していた。しかし第二次世界大戦中にベトナムからの輸入が途絶したため、トゥック・トレイを生産する工場が作られた。

## 製法
トンレサップなどで採れた魚を原料とする。ライギョなどを用いたものが高級とされる事もある。新鮮なうちに原料魚を淡水に2 - 3時間漬け、塩と混合して桶に入れる。桶の底部では魚と塩が4:1、上部では3:1となるよう調整する。桶の底には竹などで作ったフィルターがあり、ろ過された液体を12時間ごとに桶の上部に戻しながら5 - 6ヶ月かけて発酵と熟成を進める。
ここから取り出した液体1トンに対し、30kgのパームシュガーから作ったカラメルを加えると1級品のトゥック・トレイが完成する。桶に残った固形分に塩水を加えて、再び底部でろ過された液体を戻しながら2ヶ月熟成させ、得られた液体と1級品をブレンドすると、2級品のトゥック・トレイが得られる。生産者によっては、ブレンドせずにそのまま3級品として出荷する事もある。